# Drukqs
drukqs (oftmals drukQs geschrieben) ist ein 2001 veröffentlichtes Doppelalbum des britischen Elektromusikers Richard D. James. Es wurde unter seinem bekanntesten Pseudonym Aphex Twin herausgebracht. Es ist sein fünftes Studioalbum unter diesem Pseudonym und erschien auf Warp Records.

## Übersicht
Die Aussprache des Titels ist nicht ganz geklärt. Da das CD-Cover das Q im Titel großschreibt, sprechen viele Fans das Album als drack-use aus (das könnte eine Anspielung auf drug use, also Drogen-Gebrauch, sein). Jedoch ist überall sonst auf dem Cover und Artwork der Platte das Q kleingeschrieben, so dass die meisten Fans es einfach als dracks aussprechen, was wie drugs klingt. James selber jedoch sagte, dass der Titel nichts mit Drogen zu tun habe, sondern es sich bloß um ein Wort handle, welches er sich ausgedacht habe. Die Promo-CD des Albums wird großgeschrieben und mit kleingeschriebenem Q vertrieben: Drukqs.
Nach dem Erscheinen der Single Windowlicker (1999), pausierte James eine lange Zeit und veröffentlichte kein neues Material. Während dieser Zeit spielte er DJ-Sets in seinem Heimatbezirk Cornwall, wiederveröffentlichte er sein erstes Album, welches er auf Warp veröffentlichte (Surfing on Sine Waves) und verbreitete Gerüchte, dass er keine Musik mehr veröffentlichen werde.
drukQs ist in drei verschiedenen Formaten erhältlich. Die erste und verbreitetste Version ist die CD-Veröffentlichung. Die zweite Version ist die 180-Gramm Vinyl-Veröffentlichung. Die dritte ist eine limitierte 180-Gramm-Veröffentlichung für Audiophile, gepresst auf schwerem, unrecycletem Vinyl. Es wurde in einer 12"x17inch-Box (limitiert auf 1000 nummerierte Kopien) veröffentlicht.

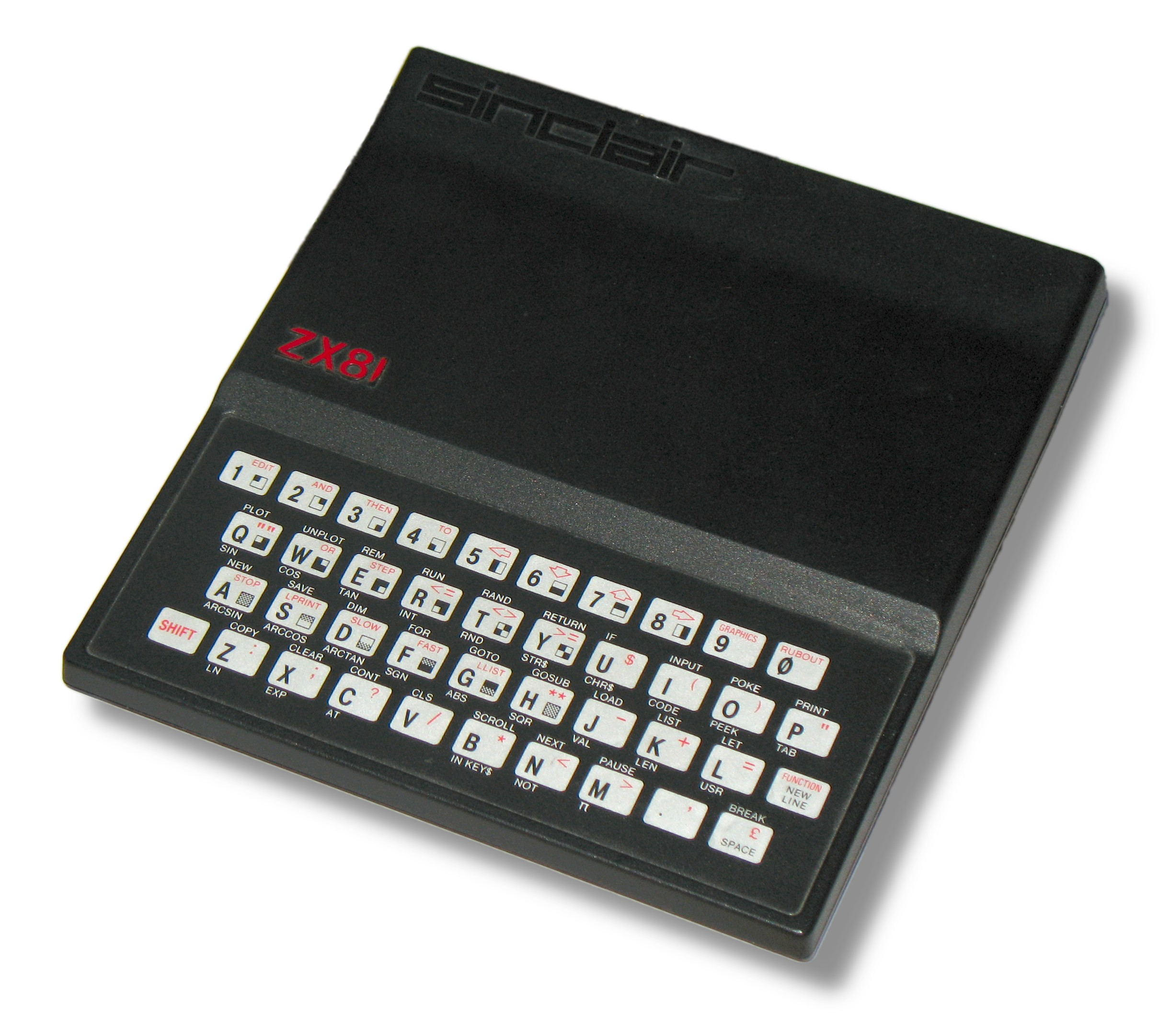
Von der Tastatur des Heimcomputers Sinclair ZX81 stammen die Buchstaben auf dem Albumcover von drukQs.

Das Cover selbst zeigt die Wörter „Aphex Twin“, buchstabiert mit Tasten vom Sinclair ZX81.

## Entstehungsgeschichte

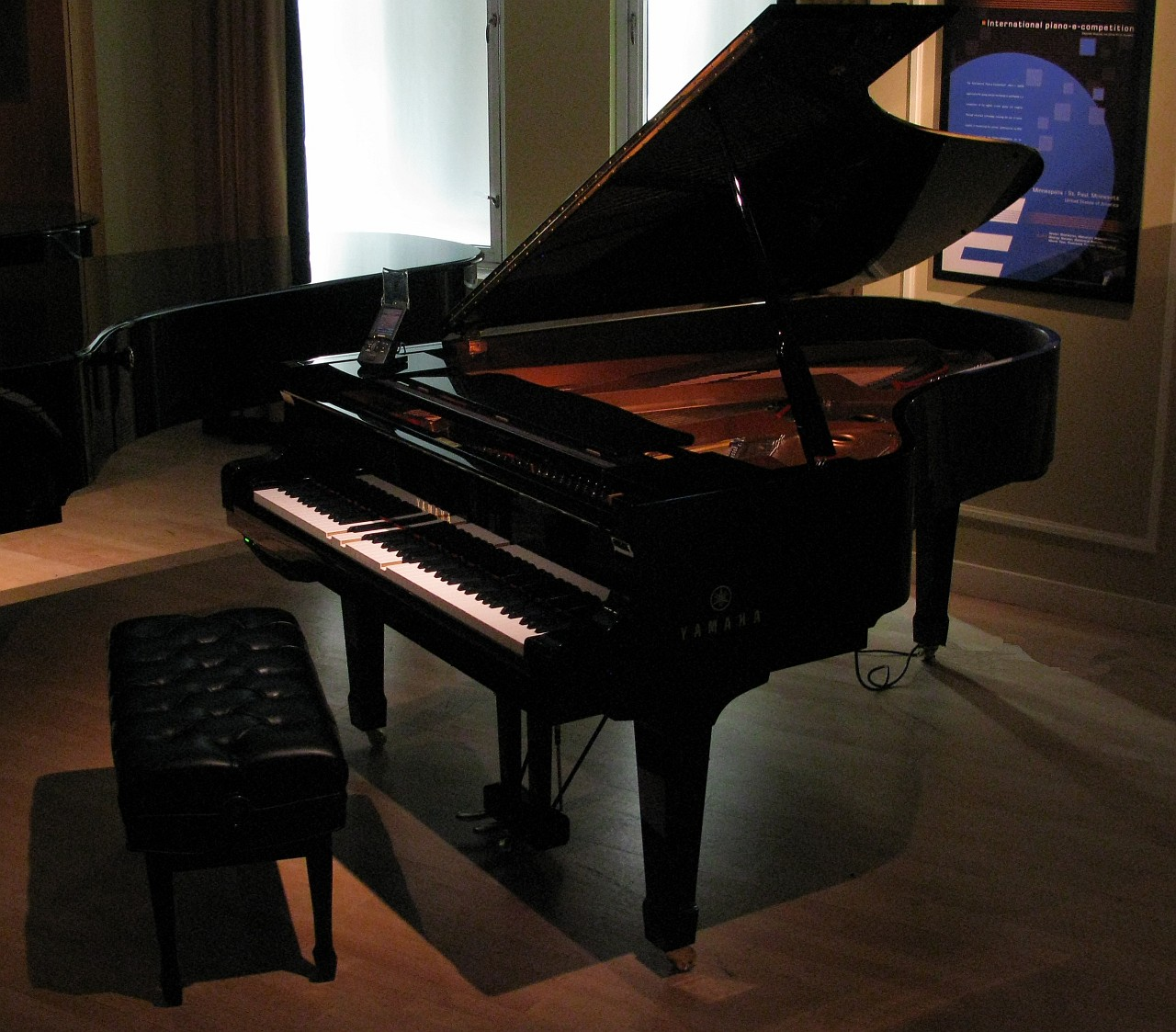
Ein Yamaha Disklavier wurde von James genutzt, um die Pianostücke aufzunehmen. Es wurde ebenfalls für mehrere Tracks präpariert.

Laut James’ eigenen Aussagen wurde dieses Album von ihm eher ungern veröffentlicht. Zum einen sagte er in einem Interview, dass er in einem Flugzeug einen USB-Stick mit 273 unveröffentlichten Tracks von Aphex Twin vergessen habe. Zum anderen wollte er unbedingt seinen Vertrag mit Warp erfüllen und das letzte Studioalbum unter seinem Aphex-Twin-Pseudonym veröffentlichen, um von da an neue Musik nur noch bei seinem eigenen Label, Rephlex Records, zu veröffentlichen:

„Ich habe ihnen [Warp] ungefähr drei Jahre lang kein Album gegeben. Ich hab ihnen gesagt: ‚OK, ich gebe euch so was wie ein Doppelalbum, aber dann müsst ihr mich danach mein eigenes Label machen lassen.‘ Und sie haben einfach ‚Ja‘ gesagt. Ich hab es auch bei Warner Brothers (der Plattenfirma von Aphex Twin in den USA und Japan) versucht, aber die waren nicht so leicht zu überzeugen. Ich meinte so was wie: ‚Ich will Aphex Twin auf Rephlex machen‘. Und sie meinten bloß: ‚Auf keinen Fall, wir haben dich gekauft, du gehörst uns.‘ Es ging hin und her. Ich meinte: ‚Wenn ihr nicht ja sagt, kriegts ihr nie was von mir.‘ Und dann meinten sie: ‚Na OK, dann kriegen wir eben nichts.‘ Ich darf den Namen AFX auf Rephlex benutzen, also werde ich einfach darauf zurückgreifen.

Ist dir der Name Aphex Twin wichtig?

Eigentlich schon. Ich könnte natürlich andere Namen benutzen, aber ich wollte Aphex Twin machen und dann einfach experimentelles Zeug machen. Ich nehme an, jede Menge Leute, die eigentlich gar nicht auf mein Zeug stehen, werden mein (Aphex Twin) Album kaufen. Und ich mag die Vorstellung, dass die etwas sehr experimentelles kaufen.“

## Stil
James nutzte für dieses Album die neuesten technischen Innovationen, um die für seine Musik nötige Detailliebe und Komplexität zu erreichen. Neues Equipment ließ seinen Sound weiterentwickeln, zum Beispiel die analogen Schlagzeugmodule der britischen Firma Analogue Solutions. Diese werden im Track Taking Control stark genutzt.
13 der 30 Tracks sind Klavierkompositionen, sowohl mit präparierten (inspiriert durch Arbeiten von John Cage) als auch normalen Klavieren. Dafür verwendete er ein MIDI-gesteuertes Disklavier der japanischen Firma Yamaha, von dem James sagt, er habe es modifiziert, damit es lebensechter klingt. Das Disklavier ist ein „Nachfahre“ der selbstspielenden Pianolas des späten 19. und frühen 20. Jahrhunderts. Für manche Stücke legte James Mikrofone in den Korpus des Pianos, so dass außer den gespielten Noten auch das Arbeiten der Klaviermechanik hörbar wird.
Ein paar Tracks sind kurze Samples (Synthesizerexperimente oder Stimmen), welche kürzer als 30 Sekunden sind. 54 Cymru Beats nutzt Sounds der Windowlicker-Single, einen walisisch sprechenden Computer sowie eine kurze Version des Märchens Goldlöckchen. Der Track Lornaderek ist eine Anrufbeantworternachricht von James’ Eltern Lorna und Derek, die ihrem „little 28-year-old-son“ zum 28. Geburtstag gratulieren und Happy Birthday singen. Die Aufnahme wurde höchstwahrscheinlich am 18. August 1999 aufgenommen, da dies der 28. Geburtstag von James ist.

## Rezeption
Die Kritiken waren sehr gemischt. Manche Kritiker lobten die Innovativität und Vielseitigkeit des Albums, andere Kritiker hingegen bemängelten, dass das Album die Erwartungen aufgrund der Vorgängeralben nicht erfüllen konnte.
Pitchfork Media gab der Platte 5,5 von 10 Punkten. Der Kritiker Malcolm Seymour III schrieb dort, dass dieses Album nicht auf dieselbe Weise begeistern und erstaunen könne wie zum Beispiel die Vorgänger Richard D. James Album oder Selected Ambient Works Vol. II.
Alex Needham vom New Musical Express vergab 9 von 10 Punkten und lobte die Flexibilität des Albums. Die Pianostücke erinnern laut Needham an Arbeiten von Erik Satie, dazu gäbe es Tracks voller ironiefreien 80er-Elektrobeats sowie „intellektuellem Techno“.
Allmusic sowie Blender vergaben 3 von 5 Punkten, dotmusic gab der Platte 5 von 5 Punkten.
Die britische Experimentalmusik-Zeitschrift The Wire vergab bloß 2 von 5 Punkten, doch der Rolling Stone Album Guide vergab 2004 vier von fünf Punkten.
Stefan Friedrich von laut.de gibt der Platte volle Punktzahl (fünf von fünf Sternen) und schreibt:

„So unterschiedlich die einzelnen Puzzleteile auf ‚Drukqs‘ auch sind, die mehr als 100 Minuten Musik wirken immer als Einheit und bei praktisch jedem Stück ist die Handschrift von Aphex Twin deutlich erkennbar. Diese hält scheinbar unendlich viele Überraschungen bereit, denn bei jeden Hördurchgang entdeckt man wieder Neues. Nicht nur das Album wächst, nein auch der Hörer selbst. Teilweise funktionieren die Songs auf mehreren Ebenen gleichzeitig, was anfangs anstrengend ist, bis einem plötzlich bewusst wird, dass es doch einen Zusammenhang gibt und das scheinbare Chaos einem System folgt.“

## Songtitel
Mehrere Tracktitel sind in Kornisch, einer keltischen Sprache, ähnlich dem Walisisch oder Bretonisch. Kornisch wird in Cornwall, der Heimat von James, gesprochen. Jynweythek Ylow heißt in etwa Musik einer elektronischen Maschine. Vordhosbn bedeutet Segelboot und Cymru steht für Wales. Interessanterweise heißt hy a Scullyas lyf a dhagrow übersetzt etwa „Sie hat mein Pint verschüttet“, kann allerdings auch „Sie vergoß eine Flut von Tränen“ bedeuten.
Der Track Lornaderek setzt sich (wie bereits weiter oben beschrieben) aus den Vornamen von James’ Eltern, Lorna und Derek, zusammen. Father trägt diesen Titel, weil der Vater von James dieses Pianostück mochte. Mt Saint Michel + Saint Michael's mount bezieht sich auf zwei existierende Plätze, Mont Saint-Michel und St Michael’s Mount. Das Letztere ist eine beliebte Touristenattraktion in Cornwall. Der Track wurde im Frankreichurlaub von Aphex Twin produziert. Nanou 2 bezieht sich wohl auf den Aphex Twin-Track Nannou von der Windowlicker-EP (1999). Der Song 54 Cymru Beats nutzt Samples aus dem Aphex-Twin-Song ΔMi−1 = −∂Σn=1NDi[n][Σj∈C{i}Fji[n − 1] + Fexti[n−1], welcher meistens bloß mit Equation abgekürzt wird. Der eigentlich korrekte Titel von Equation lautet in mathematischer Schreibweise so: 
 {\displaystyle \Delta M_{i}^{-1}=-a\sum _{n=1}^{N}D_{i}\left[n\right]\left[\sum _{j\in \mathbb {C} \{i\}}F_{ij}\left[n-1\right]+F\operatorname {ext} _{i}\left[n^{-1}\right]\right]}

## Chartplatzierungen
Die höchste Platzierung erhielt das Album in den britischen Albencharts, wo es sich für eine Woche auf Platz #22 halten konnte. In den USA erreichte es Platz #154, in Schweden Platz #47 für zwei Wochen, in Norwegen Platz #36 für ebenfalls zwei Wochen und in Frankreich landete es für eine Woche auf Platz #43. In Deutschland konnte sich das Album nicht platzieren.
In den Kritikercharts der Musikmagazine platzierte sich das Album auf Platz #10 des NME, auf Platz #14 von der deutschen Zeitschrift Intro sowie auf Platz #34 des französischen Magazin Les Inrocks.
Es konnte sich auf Platz #2 der Top Heatseekers-Liste vom Billboard Magazine platzieren sowie auf Platz #154 der Billboard 200. Auf der dritten Liste des Magazins, der Dance/Electronic Album-Liste, landete es auf Platz #6.

## In den Medien
- Der Kurzfilm Rubber Johnny vom Regisseur Chris Cunningham besteht größtenteils aus Musik von diesem Album, speziell der TrackAfx237 v.7 und die Klangcollage Gwarek2 werden genutzt.
- Die Pianostücke Jynweythek Ylow und Avril 14th wurden im Film Marie Antoinette (2006) von Sofia Coppola genutzt. Sie waren später auch auf dem Film-Soundtrack erhältlich.
- Die 2009-Kompilation Warp20 Recreated besitzt einen gecovertes Vordhosbn. Gecovert wurde es von der britischen Klangkünstlerin Leila.
- Eine etwas andere Version von „Omgyjya-Switch7“ (mit weiteren Schreien) ist im Film Children of Men (2006) als „zukünftige“ Zen-Musik zu hören.
- „Nanou2“ spielt am Ende des Films Blutrache – Dead Man’s Shoes von Shane Meadows.
- „Avril 14th“ wurde bei Saturday Night Live am 29. September 2007 gesampelt. Allerdings besaß NBC nicht die Rechte, den Track auszustrahlen. Jedoch holte man sich später die Rechte bei Chrysalis Music für das Nutzen im Fernsehen und auf DVD, jedoch darf die für den Sketch verantwortliche Comedytruppe The Lonely Island den Song nicht auf ihrem Album Icredibad einbinden.[9]
- Der Titel „Btoum-Roumada“ spielt im Film Mister Lonely (2007) von Harmony Korine.
- Ein Poster mit dem Albumcover hängt in der Wohnung von Shaun im Film Shaun of the Dead (2005).
- Der Kurzfilm Monkey Drummer von Chris Cunningham wird mit dem Track „Mt Saint Michel + Saint Michael's Mount“ unterlegt.
- „Kesson Daslef“ wurde in der BBC-Dokumentation Cannabis: The Evil Weed? genutzt.
- In der britischen Dokumentation Sleep Furiously (2008) werden die Tracks „Avril 14th“, „Penty Harmonium“, „Kesson Daslef“ sowie „Nanou2“ gespielt.
- Das eigentlich auf zeitgenössische Klassik spezialisierte Kammerorchester the London Sinfonietta coverte „Afx237 v.7“.
- „Avril 14th“ spielt in der Schlusssequenz des Films Four Lions (2010).
- Der Rapper Kanye West sampelte „Avril 14th“ für sein Album My Beautiful Dark Twisted Fantasy (2010).[10]

## Titelliste
drukQs besteht aus 30 Tracks, verteilt auf 2 CDs à 15 Titel sowie auf acht Seiten der LP-Veröffentlichung. Die LP-Edition hat eine etwas andere Tracklist und wurden mit leicht anders geschriebenen Titeln benannt. Zum Beispiel heißt der Track „QKThr“ auf der LP „Penty Harmonium“. Die ersten vier LP-Seiten werden mit 45 rpm gespielt, während die letzten 4 Seiten mit 33,3 rpm gespielt werden sollen.
Alle Titel wurden von Richard D. James komponiert, produziert und gespielt.

### CD-Veröffentlichung
| CD 1 1. Jynweythek – 2:14 2. Vordhosbn – 4:42 3. Kladfvgbung Micshk – 2:00 4. Omgyjya-Switch7 – 4:46 5. Strotha Tynhe – 2:03 6. Gwely Mernans – 5:00 7. Bbydhyonchord – 2:21 8. Cock/Ver10 – 5:17 9. Avril 14th – 1:55 10. Mt Saint Michel + Saint Michaels Mount – 8:02 11. Gwarek2 – 6:38 12. Orban Eq Trx 4 – 1:27 13. Aussois – 0:07 14. Hy A Scullyas Lyf A Dhagrow – 2:09 15. Kesson Daslef – 1:18 CD 2 1. 54 Cymru Beats – 5:59 2. Btoum-Roumada – 1:56 3. Lornaderek – 0:30 4. QKThr – 1:20 5. Meltphace 6 – 6:14 6. Bit 4 – 0:18 7. Prep Gwarlek 3b – 1:13 8. Father – 0:51 9. Taking Control – 7:08 10. Petiatil Cx Htdui – 2:05 11. Ruglen Holon – 1:45 12. Afx237 v.7 – 4:15 13. Ziggomatic 17 – 8:28 14. Beskhu3epnm – 1:58 15. Nanou2 – 3:22 | 1. Omgyjya Switch7 – 4:46 2. Gwely Mernans – 5:00 1. Cock/Ver10 – 5:17 2. Bbydhyonchord – 2:21 3. Orban Eq Trx4 – 1:27 1. Mt Saint Michel + Saint Michaels Mount – 8:02 2. Beskhu3epnm – 1:58 1. Aussois – 0:07 2. Hy A Scullyas Lyf A Dhagrow – 2:09 3. Kesson Daslef – 1:18 4. Avril 14th – 1:55 5. Gwarek2 – 6:38 1. 54 Cymru Beats – 5:59 2. Btoum-Roumada – 1:56 3. Lornaderek – 0:30 4. Penty Harmonium – 1:20 5. Prep Gwarlek 3b – 1:13 6. Father – 0:51 7. Petiatil Cx Htdui – 2:05 1. Meltphace 6 – 6:14 2. Bit 4 – 0:18 3. Taking Control – 7:08 4. Ruglen Holon – 1:45 1. Afx237 v.7 – 4:15 2. Ziggomatic v17 – 8:28 3. Nanou2 – 3:22 |